# Clarissa Müller
Clarissa Müller (Rio de Janeiro, 12 de novembro de 1998) mais conhecida apenas como Clarissa, é uma atriz, cantora e compositora brasileira. Em 2022, foi indicada ao Grammy Latino de Melhor Artista Revelação.

## Carreira
Depois que Clarissa terminou o colégio e se formou em Relações Internacionais, ela começou a trabalhar em uma loja, já que precisava de "dinheiro para viver". Nesse meio tempo, postava fotos no Instagram. Desta forma, surgiram oportunidades para trabalhar como modelo e depois testes para atriz. Seu primeiro trabalho foi na série Desnude, do GNT. Ela ficou mais popular, no entanto, ao interpretar a personagem Cecília no filme Ana e Vitória, com o duo Anavitória, lançado em 2018. Clarissa canta no filme; ela declarou: "É um papel muito grande, que envolvia cantar e eu não tinha feito profissionalmente. Eu só cantava no chuveiro em casa, nunca tinha entrado em um estúdio. Foi tudo muito do nada". Este foi o trabalho que deixou ela mais conhecida e que fez ela se descobrir como artista. Ainda em 2018, participou de Malhação, interpretando a blogueira Ana Cruz. Em 2021, estrelou ao lado de Manu Gavassi o filme Me Sinto Bem Com Você, disponível no Prime Video.
| “ | A arte veio de forma completamente espontânea na minha vida. Eu estava trabalhando como modelo, na verdade, enquanto cursava Relações Internacionais, quando me surgiu a primeira oportunidade de fazer um teste para a TV. Fui fazendo esse tipo de coisa e me apaixonei completamente. Comecei a estudar sobre artes cênicas no tempo extra que eu tinha. Então, foi tudo bem gradual. | ” |

Em 2021, Clarissa assinou contrato com a Moodstock Music para o empresariamento e produção musical da sua carreira e com o selo Olga Music para a distribuição das suas músicas nas plataformas digitais. Após isso, no dia 25 de junho, ela lançou o extended play (EP) Clarissa, apresentando um som voltado para o bedroom pop. Logo após, o álbum se tornou um dos assuntos mais comentados do Twitter no Brasil. Mais tarde, ela lançou três videoclipes de canções do álbum: "O Vento Leva, O Vento Traz", no dia 20 de julho, "Xodó", no dia 4 de agosto, e "Nosso Canto", no dia 24 de setembro.
No dia 20 de agosto, ela lançou o single "Nada Contra (Ciúme)", representando uma mudança em seu estilo musical, se assemelhando ao pop punk. A canção viralizou no TikTok. Em outubro, contava com mais de 400 milhões de reproduções na rede social e estava no segundo lugar na lista "As 50 virais do Brasil" do Spotify. No mês seguinte, contava com 11,5 milhões de reproduções no Spotify e mais de 6 milhões no YouTube. A canção ganhou o TikTok Awards 2021 na categoria "Hit do Ano". No dia 12 de novembro, ela lançou um videoclipe para a canção.
Em 17 de fevereiro de 2022, Clarissa lançou "Delírio" com o duo OutroEu. No dia 3 do mês seguinte, assinou contrato com a Virgin Music Brasil. Um dia depois, lançou "Descansa" com Di Ferrero. No dia 30, lançou o single "Bonita e Miserável", e um videoclipe da canção foi lançado no dia 7 do mês seguinte. Clarissa fez uma participação especial na canção "O Quanto Eu Gosto de Você.", de Zeeba, lançada no dia 29 do mesmo mês, junto a um videoclipe. No dia 10 de junho, ela lançou o single "Caminhada". Quinze dias depois, lançou o single "Amor Desalinhado", ao lado de Diogo Piçarra.
Em novembro, Clarissa lançou seu álbum de estreia, para-raio.
Em agosto de 2023, Clarissa lançou o EP tudo, eu, enfim. No ano seguinte, integrou o elenco da comédia romântica Tudo por um Popstar 2.

## Estilo musical
Clarissa disse que ela e seus produtores na Moodstock Music tinham referências dentro do pop alternativo, como Clairo e Billie Eilish, mas que gostariam de colocar elementos brasileiros nas músicas: "Não queríamos que fosse algo que parecesse gringo".

## Vida pessoal
Clarissa é bissexual. Apesar de referências em sua atuação no filme Ana e Vitória e na letra da canção "Nada Contra (Ciúme)", ela ainda não era assumida para sua família quando as obras foram lançadas.
Em abril de 2022, assumiu namoro com o também ator Bruno Montaleone; o relacionamento foi confirmado por redes sociais e durou cerca de dois anos. Durante o carnaval de 2025, assumiu o relacionamento com Pietro Antonelli, filho da atriz Giovanna Antonelli com o ator Murilo Benício.

## Discografia
- para-raio (2022)
- tudo, eu, enfim. (2023)
- 𝘼𝙂𝙍𝙄𝘿𝙊𝘾𝙀 (2024)

## Filmografia

### Televisão
| Ano     | Título                      | Personagem | Notas |
| ------- | --------------------------- | ---------- | ----- |
| 2018    | Desnude                     | Alice      |       |
| 2018–19 | Malhação: Vidas Brasileiras | Ana Cruz   |       |
| 2022    | Só Se For Por Amor          | Luana      |       |

### Cinema
| Ano  | Título                 | Personagem | Notas |
| ---- | ---------------------- | ---------- | ----- |
| 2018 | Ana e Vitória          | Cecília    |       |
| 2021 | Me Sinto Bem Com Você  | Priscilla  |       |
| 2024 | Tudo por um Pop Star 2 | Natalia    |       |

## Prêmios e indicações
| Ano  | Premiação             | Categoria                | Trabalho              | Resultado | Ref.   |
| ---- | --------------------- | ------------------------ | --------------------- | --------- | ------ |
| 2021 | TikTok Awards         | Hit do Ano               | "Nada Contra (Ciúme)" | Venceu    | [ 9 ]  |
| 2022 | MTV Millennial Awards | Aposta MIAW              | Clarissa              | Indicado  | [ 22 ] |
| 2022 | Grammy Latino         | Melhor Artista Revelação | Clarissa              | Indicado  | [ 23 ] |